# 1344 هـ
1344 هـ هي سنة في التقويم الهجري امتدت مقابلةً في التقويم الميلادي بين سنتي 1925 و1926.

## أحداث
- 8 شوال - بعد أن انتصر الملك عبد العزيز آل سعود مؤسس المملكة العربية السعودية على الشريف حسين قام أتباعه بهدم أضرحة أئمة أهل البيت في البقيع وهم: إبراهيم ابن النبي وقبة أزواج وعمات النبي وقبة حليمة السعدية والحسن المجتبى وعلي السجاد ومحمد الباقر وجعفر الصادق.

## مواليد
- إبراهيم بن محمد آل الشيخ
- حسن بن عبد الله القرشي
- عبد الله بن علي الجشي
- محمد مزالي
- يوسف القرضاوي
- علي عزت بيغوفيتش
- عيسى بن علي الحازمي
- أبو القاسم الكوكبي
- أحمد عادل كمال
- باقر شريف القرشي
- زهير الشاويش
- سعود بن عبد الرحمن السديري
- شاكر حسن آل سعيد
- صالح الراجحي
- عبد الحميد مهري
- عبد الرحمن بن عبد الله آل فريان
- عبد الفتاح أبو مدين
- عبد الله عباس الندوي
- عبد المحسن بن عبد العزيز آل سعود
- كريم راجح
- سيف مرزوق الشملان
- مؤنس طه حسين
- محمد رضا الخلخالي
- م‍ح‍م‍د ت‍ق‍ي ال‍ج‍ع‍ف‍ري
- نات لافتهوس

## وفيات
- حسن الأنكرلي
- حشمت باشا
- تشارلز داوتي
- عبد الجواد النيسابوري
- محمد بن عبد الرحمن بن عبد الله آل الشيخ
- عبد الرحمن بن فيصل بن تركي آل سعود
- أحمد الحراق السريفي
- أبو حيان الغرناطي